# Farma fotowoltaiczna w rejonie miadzielskim
Farma fotowoltaiczna w rejonie miadzielskim – farma fotowoltaiczna w północnej części Białorusi, położona pomiędzy wsiami Szwakszty i Rudoszany w rejonie miadzielskim, o mocy 5,7–5,8 MW.

## Charakterystyka
Farma została zbudowana na miejscu nieeksploatowanej kopalni odkrywkowej i składowiska odpadów pomiędzy wsiami Szwakszty i Rudoszany w sielsowiecie Narocz rejonu miadzielskiego obwodu mińskiego, w pobliżu drogi Wilno – Połock. Umowa na budowę została podpisana w 2014 roku, prace budowlane rozpoczęły się w 2015, uruchomienie farmy nastąpiło 30 czerwca 2016 roku. Koszt budowy wyniósł równowartość 10,6 miliona dolarów amerykańskich. Połowę tej sumy wydzielił Europejski Bank Odbudowy i Rozwoju za pośrednictwem Biełgazprombanku w ramach specjalnego programu kredytowania; pozostała zaś część stanowiła środki własne litewskiej firmy Modus Energija zarządzanej przez zarejestrowany w Holandii MG NL Holding. Według planów, inwestycja miała się zwrócić w ciągu 6–7 lat. Farma składa się z 22 600 modułów i zajmuje teren 14 lub 15 ha. Jej moc wynosi 5,7 MW lub 5,8 MW, a roczna produkcja energii elektrycznej – 6,27 miliona kWh. W momencie oddania do użytku była to farma o największej mocy nie tylko na Białorusi, ale też w porównaniu z farmami w Estonii, Litwie, Łotwie i Polsce. Była to wówczas także największa inwestycja firmy Modus Energija poza Litwą. Swój rekordowy status utrzymała jednak tylko do 19 sierpnia tego samego roku, gdy uruchomiono farmę Solar II w rejonie brahińskim o mocy 18,48 MW.